# 木管楽器
木管楽器（もっかんがっき）は奏者の唇の振動によらない方法で発音する管楽器の総称であり、概ね日本語の「笛」に相当する。

## 名称の由来
かつては主に木製の管状構造のものが多かったためにこのように呼ばれるが、今日では金管楽器以外の管楽器という意味で用いられ、『木』でできているかどうか、『管』状であるかどうかには依存しない。例えば、フルートやサクソフォンは主に金属で作られており、またオカリナは木製でも管状でもないが、いずれも唇の振動を用いないため、木管楽器に分類される。逆にツィンクやセルパン、スーザフォン、法螺貝などは非金属素材で作られるが、いずれも唇の振動で音を出すため金管楽器に分類される。

## 振動源（励振系）の種類
- リードを用いた発音
  - 一枚リード（シングルリード、単簧）
  - 二枚リード（ダブルリード、複簧）
  - フリーリード（自由簧）
- エアーリード（無簧）：息などによる空気の流れが楽器の吹き口の角に当たって発音する。リコーダーのようにウィンドウェイにより空気の通り道を形成するものと、フルートのように奏者の唇（アンブシュア）によりエアーリードを形成するものとに大別される。一般的には、「横笛」というとフルートのようにウィンドウェイが無いもの、「縦笛」というとリコーダーのようにウィンドウェイを有するものというイメージを持たれているが、尺八やケーナのように縦笛でもウィンドウェイが無いものもあり、奏法的にはフルート（横笛）に近い。このため、「横笛」、「縦笛」という分類は楽器の構え方（角度）の違いに過ぎず、奏法や振動系による分類においては重要ではない。

## 共振系（共鳴系）の種類
- 閉管（円筒管）：一端が開放され、他端が閉じている管
- 開管：両端が開放されている管
- 閉管であるが円錐管であるため、音響学的に開管に分類されるもの
  - （円筒管とは内径が全長に亘って一定の管である。円錐管とは一端の内径が小さく、他端に向かって次第に大きくなる管のことである。）
- 不定形の空洞（オカリナなど）
- 共振系を持たないもの（ハーモニカなど）

## 音の高さを変える方法
弦楽器においては、発音体である弦の振動数は主に弦の長さや張力及び線密度（単位長さあたりの質量）によって決まるため、音の高さ（ピッチ）は共鳴胴の寸法や形状には依存しない。一方、管楽器の発音体であるリード（エアーリードを含む）の振動数は、管楽器の共鳴体である管内部の空気柱の長さ、音速、および構造（開管であるか閉管であるか）によって決まるため、単なる筒構造では基音とその倍音しか出すことができない。
そのため、一般的な管状の管楽器では、共鳴管の長さを変化させることによって共鳴する音の高さを変え、様々な高さの音を得る。金管楽器ではバルブ機構や二重管を用いたスライド機構（トロンボーン等）で実際の管の長さを変えることがほとんどだが、木管楽器の場合には、主として、管に側孔を開け、それを指または指に代わる機構によって開閉することにより、共鳴管の音響学的な長さを変化させる。このために開放する穴を音孔（トーンホール）という。邦楽・民族音楽・西洋の古楽で使われるような単純な（キー機構がない）木管楽器においては「音孔」を「指穴」と呼ぶことが多い。
音孔を全て塞いだ状態が、その木管楽器の最も長い共鳴長となる。歌口から遠い方の音孔から順次開放していくと、共鳴長は歌口から最初の開放音孔までの長さに対応し、より高い音が得られる。順次音孔を開放していき、最初の倍音（閉管であるクラリネットでは第3倍音、その他では第2倍音）に達したら、再び全ての音孔を塞いで、閉管であるクラリネットでは1オクターヴ＋完全5度、その他では1オクターヴ高い倍音を奏する（実際の楽器では多少の例外が生じる）。
歌口から遠い方の音孔から単純に順次開放していったときの基本的な音に含まれない音（基本的な音をピアノの白鍵に相当する音とすれば、黒鍵に相当する音や微分音など）を出す方法としては、（特にキー機構がない指穴などの場合）塞いだ音孔のうち最も歌口から遠い音孔を半分等一定の割合で空ける方法もあるが、その他に音孔を1つ以上飛ばして塞ぐ方法もある（クロスフィンガリング）。また、最初の倍音より更に上の倍音（閉管であるクラリネットでは第5倍音以上の奇数倍音、その他では第3倍音以上）を出す場合は、その運指は複雑かつ不規則なものとなる。
一方、共鳴器が管状でないオカリナなどはヘルムホルツ共鳴器に分類され、指穴を開閉すると共鳴空洞の体積に対する開口面積が変わり、これによって音高が変化する。

## 主な木管楽器

### 無簧木管楽器
- 無簧（エアーリード）開管楽器
  - 横笛
    - フルート属
      - フルート（コンサートフルート）
      - アルトフルート
      - バスフルート
      - コントラバスフルート
      - ピッコロ

    - その他の横笛
      - 龍笛（りゅうてき、竜笛）
      - 神楽笛
      - 能管（のうかん）
      - 篠笛（しのぶえ、しのふえ）
      - ファイフ
      - フラウト・トラヴェルソ
      - 笛子（てきし）
      - テグム
      - サオ
      - バーンスリー

  - 縦笛
    - ウィンドウェイ有
      - リコーダー属
        - クライネソプラニーノ
        - ソプラニーノ
        - ソプラノリコーダー
        - アルトリコーダー
        - テナーリコーダー
        - グレートバスリコーダー
        - コントラバスリコーダー

      - その他
        - フラジオレット
        - ティン・ホイッスル
        - ヘリエーダルスピーパ
        - テイバーパイプ
        - ネイティブアメリカンフルート（インディアンフルート）
        - スリン
        - クルイ
        - フジャラ
        - タルカ、ピンキージョ、モセーニョ
        - オーバートーン・フルート(コンチョーヴカ、カリューカ、ウィロウフルート )

    - ウィンドウェイ無
      - 尺八属
        - 尺八（しゃくはち）
        - 一節切（ひとよぎり）
        - 天吹（てんぷく）

      - その他
        - 簫（しょう）
        - ケーナ
        - ナーイ（ネイ）
        - カバル
        - カップホイッスル

- 無簧（エアーリード）閉管楽器
  - ウィンドウェイ有
    - オカリナ
    - スライドホイッスル
    - サンバホイッスル

  - ウィンドウェイ無
    - パンパイプ（パンフルート、サンポーニャ、ロンダドール）
    - 排簫（はいしょう）
    - 塤（シュン）

### 有簧木管楽器
- 単簧（シングルリード）円筒管楽器
  - クラリネット属
    - 小クラリネット（ピッコロクラリネット、Esクラリネット）
    - ソプラノクラリネット
    - アルトクラリネット
    - バセットホルン
    - バスクラリネット
    - コントラアルトクラリネット
    - コントラバスクラリネット
    - バセットクラリネット

  - その他
    - シャリュモー
    - ザフーン
    - シプシ

- 単簧（シングルリード）円錐管楽器
  - サクソフォーン属
    - ソプラニッシモサクソフォーン
    - ソプラニーノサクソフォーン
    - ソプラノサクソフォーン
    - アルトサクソフォーン
    - テナーサクソフォーン
    - バリトンサクソフォーン
    - バスサクソフォーン
    - コントラバスサクソフォーン
    - サブコントラバスサクソフォーン

  - その他
    - ターロガトー（Tárogató）
    - オクタヴィン

- 複簧（ダブルリード）円錐管楽器
  - オーボエ属
    - オーボエ
    - コーラングレ（イングリッシュホルン）
    - オーボエダモーレ
    - バリトンオーボエ（バスオーボエ）
    - ヘッケルフォン

  - ファゴット属
    - ファゴッティーノ（クイントファゴット、テナルーン）
    - ファゴット（バスーン）
    - コントラファゴット（ダブルバスーン、コントラバスーン）
    - バソン（バッソン）
    - コントラフォルテ

  - その他
    - サリュソフォーン
    - ドゥルシアン
    - ミュゼット
    - ショーム
    - クルムホルン
    - ズルナ
    - チャルメラ

- 複簧（ダブルリード）円筒管楽器
  - 篳篥（ひちりき）
  - ドゥドゥク

- 自由簧（フリーリード）楽器
  - 笙（しょう、鳳笙）
- 気鳴自由簧楽器
  - ハーモニカ
  - アコーディオン、バンドネオン
- そのほか
  - 鼻笛（ポリネシアなどで使われている鼻で吹く笛）

そのほか民族音楽では各種の笛が使われている